# Liste des monuments de Guelmim
Ceci est une liste des monuments classés par le ministère de culture marocain aux alentours de Guelmim.
| Identifiant monument         | Site    | Monument                        | Adresse | Date de classement | Décret | Coordonnées    | Illustration               |                       |
| ---------------------------- | ------- | ------------------------------- | ------- | ------------------ | ------ | -------------- | -------------------------- | --------------------- |
| pc_archeologie/bdiba:ST_C24  | Guelmim | Nebka Lebaïda (d)               |         |                    |        | à géolocaliser | Image manquante Téléverser | Télécharger une image |
| documentation/archeo:194     | Guelmim | Oued Noun drawing (d)           |         |                    |        | à géolocaliser | Image manquante Téléverser | Télécharger une image |
| pc_architecture/sanae:150215 | Guelmim | Tighermt (d)                    |         |                    |        | à géolocaliser | Image manquante Téléverser | Télécharger une image |
| pc_architecture/sanae:010201 | Guelmim | Agadir n'Timoulay Oumaloukt (d) |         |                    |        | à géolocaliser | Image manquante Téléverser | Télécharger une image |
| pc_architecture/sanae:200333 | Guelmim | Guoulmine (d)                   |         |                    |        | à géolocaliser | Image manquante Téléverser | Télécharger une image |